# Deutsches Weintor

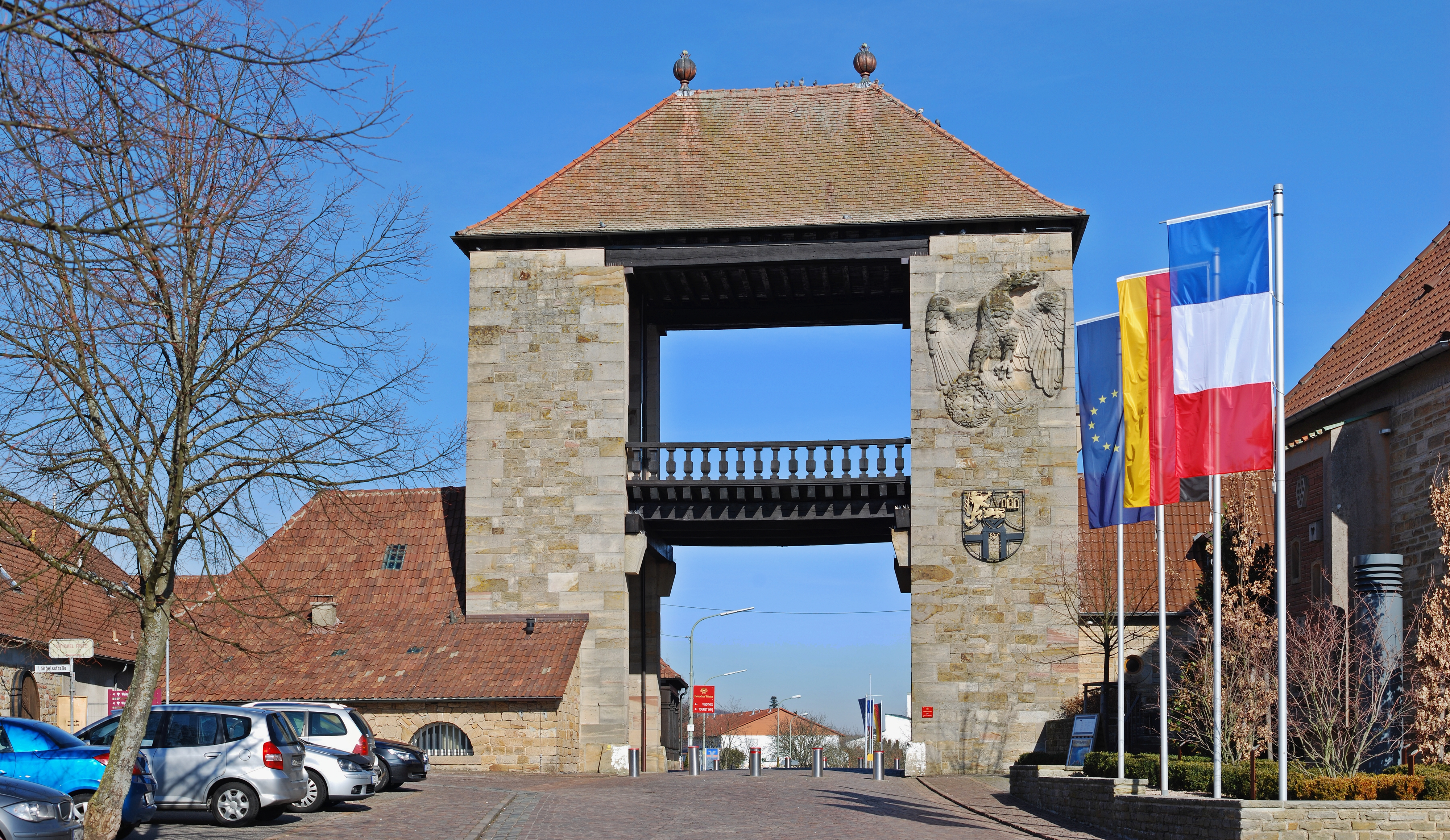
Deutsches Weintor od strony południowej (Francji)

Deutsches Weintor (Niemiecka Brama Wina) – brama w gminie Schweigen-Rechtenbach w południowej części regionu winiarskiego Palatynat (Pfalz). Budowla wyznacza od 1936 jeden z końców szlaku turystycznego Deutsche Weinstraße (Niemiecki szlak winny). Odpowiednikiem po północnej stronie jest położony 85 km dalej, wybudowany w 1995 Haus der Deutschen Weinstraße w Bockenheim.
Do bramy, jednego z symboli Palatynatu nawiązuje nazwa spółdzielni winiarskiej z Ilbesheim bei Landau in der Pfalz: Winzergenossenschaft Deutsches Weintor.

## Geografia
Brama została wybudowana na północno-wschodnim skraju miejscowości Schweigen, w miejscu, w którym wówczas przebiegała droga krajowa B38, która częściowo pokrywa się ze szlakiem Deutsche Weinstraße i ok. kilometr na południe, na granicy niemiecko-francuskiej w Wissembourg przechodzi w drogę D 264. Szosę przesunięto 50 m na wschód od bramy, a dawny przebieg od tego czasu służy pieszym i rowerzystom. 

## Budynek
Brama Deutsches Weintor została wybudowana w stylu neoklasycystycznym i jest wysoka na 18 m. Na kalenicy czterospadowego dachu umieszczono dwie miedziane makówki, które mają symbolizować trwały dobrobyt. W prześwicie, nieco poniżej połowy jego wysokości znajduje się drewniana galeryjka. Od północnej, „niemieckiej“ strony do bramy przylegają jednopiętrowe budynki, częściowo z podcieniami, tworzące prostokątny, wybrukowany i otwarty dziedziniec. Założenie obejmuje również restaurację, prowadzoną przez spółdzielnię winiarską Deutsches Weintor i ścieżkę dydaktyczną poświęconą winu, pierwszą tego typu w Niemczech, liczącą trzy kilometry i udostępnioną publiczności w 1969.

## Historia

### Czasy III Rzeszy

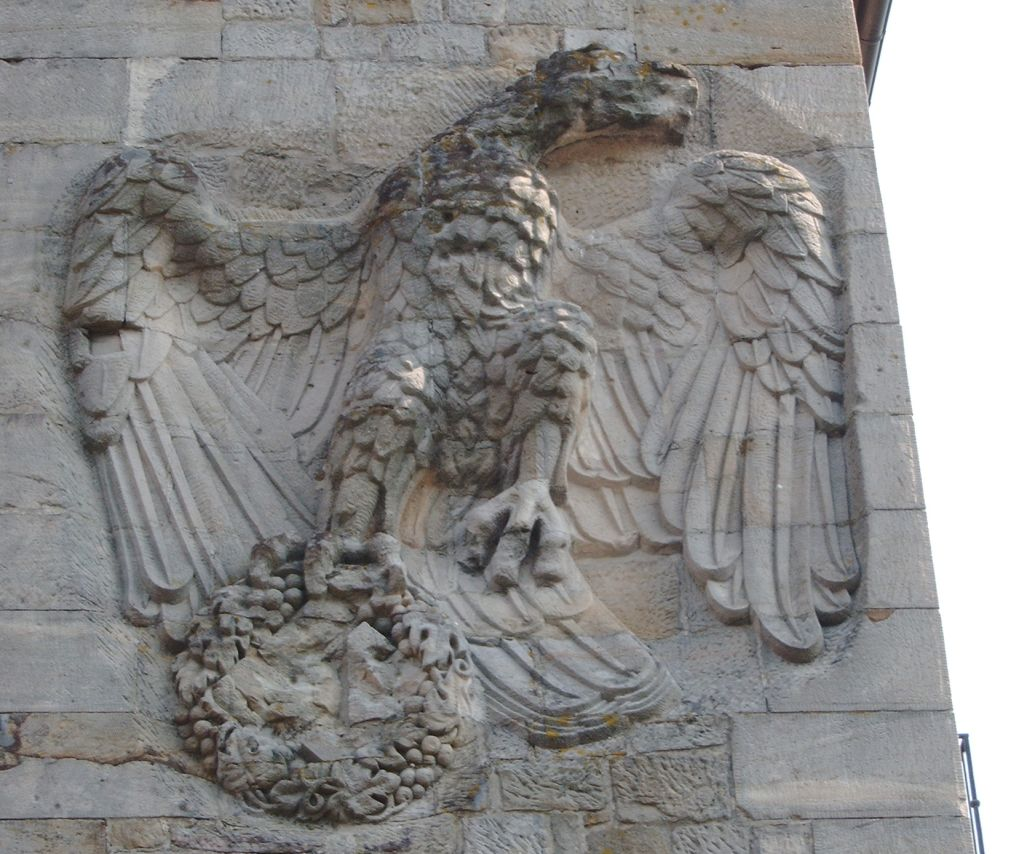
Orzeł ze swastyką, rozkutą po II wojnie światowej

Brama winna powstała w epoce narodowego socjalizmu. Wyjątkowo urodzajne zbiory w Palatynacie w 1934 (2,5 raza przekraczające średnią) i zakaz wykonywania zawodu przez handlarzy winem pochodzenia żydowskiego doprowadziły do dotkliwego dla winogrodników spadku cen. Rządzący postanowili wytyczyć szlak Deutsche Weinstraße i wybudować symboliczną bramę, by – według oficjalnych komunikatów – spopularyzować region winiarski Palatynat i stworzyć nowe miejsca pracy.
Przemówienie z okazji otwarcia szlaku, pod tytułem „Kampf und Volk – Wein und Wahrheit“ (Walka i lud – wino i prawda), wygłosił 19 października 1935 w Bad Dürkheim gauleiter Josef Bürckel i nie stronił w nim od wrogości do sąsiedniej Francji. W dniu otwarcia trasy (nazistowska prasa używała słowa „Weihe“ – wyświęcenie) budynki na jej krańcach były prowizoryczne: w Schweigen stała drewniana atrapa bramy, a w Grünstadt – podobna konstrukcja z masy papierowej. Rankiem 20 października trasę przeleciał jednosilnikowy samolot, po czym kolumna 300 ciężarówek przebyła ją od południowej strony.
Kamienna brama została wzniesiona na miejscu drewnianej w Schweigen rok później, w 1936. W konkursie architektonicznym zwyciężył projekt Augusta Josefa Petera i Karla Mittela z Landau. Kamień węgielny wmurowano 27 sierpnia 1936, a budynek był gotowy już 18 października. W nazistowskich czasach brama była udekorowana wielką flagą ze swastyką, która była widoczna w Wissembourgu po francuskiej stronie, co uchodziło tam za prowokację. Także od południowej strony na budynku znajdowała się wysoka na cztery metry płaskorzeźba przedstawiająca orła trzymającego w szponach swastykę.

### Koniec II wojny światowej

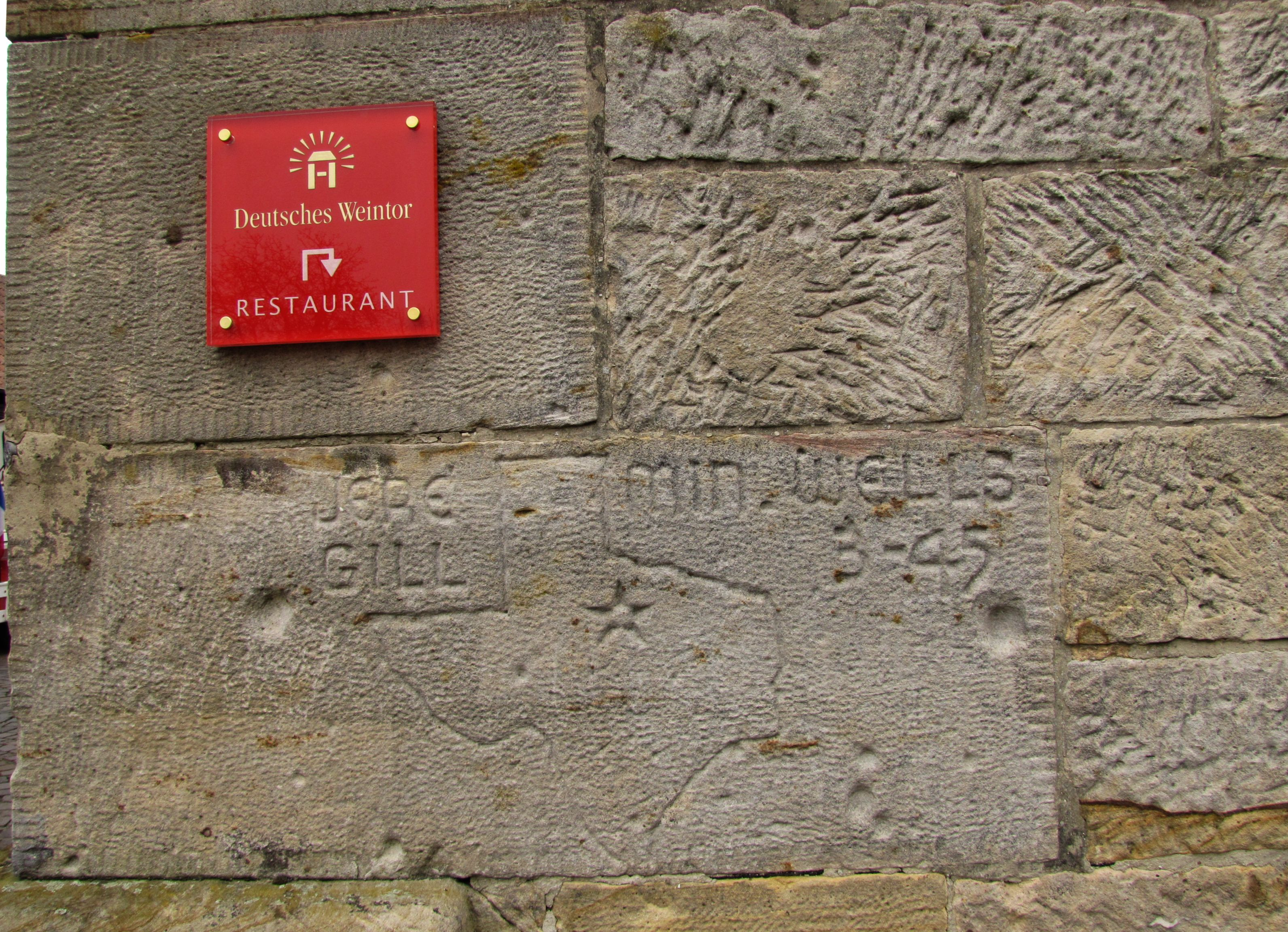
Napis wyryty na Deutsches Weintor w marcu 1945 przez Jeremy'ego Gillsa z Mineral Wells w Teksasie

Na skierowanej w stronę Alzacji ścianie w marcu 1945 wyryty został napis „Jere Gill Min. Wells 3-45“ oraz kontury Teksasu i położenie na ich tle miasta Mineral Wells. Autorem tych rytów był Jeremy Gills, żołnierz United States Armed Forces.

### Po II wojnie światowej
Po II wojnie światowej z bramy skuto symbole narodowosocjalistyczne. Planowany od początku odpowiednik bramy po północnej stronie w Bockenheim wybudowano dopiero 60 lat później i w innej postaci, jako Haus der Deutschen Weinstraße.
Przy bramie rozpoczyna się utworzona w 2012 Wein Walk of Fame, ścieżka, na której umieszczono metalowe płyty z wyrytymi nazwiskami osób zasłużonych dla winiarstwa. Obiekt utrzymuje spółdzielnia winiarska Deutsches Weintor. Co roku, 23 kwietnia trasa ma być uzupełniana o dwie dodatkowe plansze. Jedna z honorowanych osób ma być Niemcem, a druga cieszyć się międzynarodowym uznaniem. 23 kwietnia jest dniem, w którym Rzymianie urządzali święto ku czci Jowisza – Vinalia. W tym dniu po raz pierwszy raczono się winem z ostatnich zbiorów. Niemiecko-angielską nazwę alei sław, jako przykład Denglisch, złośliwie komentowano.
W pierwszych dwóch latach uhonorowano nawet po trzy osoby:
- 2012[8]

Friedrich von Bassermann-Jordan (1872–1959), właściciel winnicy i historyk uprawy winorośli
Dom Pérignon (ok. 1638–1715), francuski mnich, wynalazca wina musującego
Gerhard Schwetje (ur. 1936), były starosta, założyciel stowarzyszenia Südliche Weinstraße
- 2013[11]

Marcel Blanck (ur. 19??), alzacki winogrodnik, przyczynił się do regulacji prawnej uprawy winorośli
Daniel (1876–1964), Herbert (1907–1987) i Peter Meiningerowie (* 19??), dziennikarze i wydawcy (Meininger Verlag), zasłużeni dla niemieckiego winiarstwa
Johann Seeger Ruland (1683–1745), kupiec, ocalił od zapomnienia odmianę ruländer